# بيدير فوجت
بيدير فوجت (بالنرويجية البوكمول: Peder Vogt)‏ هو لاعب كرة قدم نرويجي، ولد في 11 فبراير 2000. لعب مع نادي ستابك.

## وصلات خارجية
- بيدير فوجت على موقع اتحاد النرويج (النرويجية)
- بيدير فوجت على موقع قاعدة بيانات كرة القدم.إي يو (الإنجليزية)